# Ginástica rítmica nos Jogos Pan-Americanos de 2015 - 6 maças + 2 arcos
A competição de 6 maças + 2 arcos feminino foi um dos eventos da ginástica rítmica nos Jogos Pan-Americanos de 2015. Foi disputada no Toronto Coliseum no dia 20 de julho. 

## Calendário
Horário local (UTC-4).
| Data        | Horário | Fase  |
| ----------- | ------- | ----- |
| 20 de julho | 11:50   | Final |

## Medalhistas
|  | USA Estados Unidos                                                                        |  | BRA Brasil                                                                                |  | CAN Canadá                                                                                   |
|  | Kiana Eide Alisa Kano Natalie McGiffert Jennifer Rokhman Monica Rokhman Kristen Shaldybin |  | Dayane Amaral Morgana Gmach Emanuelle Lima Jessica Maier Ana Paula Ribeiro Beatriz Pomini |  | Katrina Cameron Maya Kojevnikov Lucinda Nowell Vanessa Panov Anjelika Reznik Victoria Reznik |

## Resultados
| Pos.              | Ginasta | Dificuldade | Execução | Penalidade | Total  |
| ----------------- | --- | ----------- | -------- | ---------- | ------ |
| Medalha de ouro   | Estados Unidos (USA) Kiana Eide Alisa Kano Natalie McGiffert Jennifer Rokhman Monica Rokhman Kristen Shaldybin | 7.450       | 7.533    |            | 14.983 |
| Medalha de prata  | Brasil (BRA) Dayane Amaral Morgana Gmach Emanuelle Lima Jessica Maier Ana Paula Ribeiro Beatriz Pomini         | 7.425       | 7.267    |            | 14.692 |
| Medalha de bronze | Canadá (CAN) Katrina Cameron Maya Kojevnikov Lucinda Nowell Vanessa Panov Anjelika Reznik Victoria Reznik      | 6.825       | 6.884    |            | 13.709 |
| 4                 | México (MEX) Diana Casillas Luz Morales Maria Nava Erandeni Nava Marialicia Ortega Pamela Reynolds             | 6.925       | 6.333    |            | 13.258 |
| 5                 | Cuba (CUB) Claudia Arjona Zenia Fernandez Melissa Kindelan Martha Perez Adriana Ramirez Legna Savon            | 6.400       | 6.425    |            | 12.825 |